# The Promise Ring/Texas Is the Reason
The Promise Ring/Texas Is the Reason è uno split delle band statunitensi The Promise Ring e Texas Is the Reason, pubblicato con etichetta Jade Tree Records nel 1996. Si tratta di un disco promozionale per un tour negli Stati Uniti nell'autunno del 1996. E. Texas Ave compare poi nell'album 30º Everywhere dello stesso anno. Blue Boy è l'ultima canzone scritta dai Texas Is the Reason prima dello scioglimento.

## Tracce
Lato A - The Promise Ring
1. E. Texas Ave

Lato B - Texas Is the Reason
1. Blue Boy

## Formazioni

### The Promise Ring
- Davey von Bohlen - Voce e chitarra
- Jason Gnewikow - Chitarra
- Scott Beschta - Basso
- Dan Didier - Batteria

### Texas Is the Reason
- Garrett Klahn - Voce e chitarra
- Chris Daly - Batteria
- Norm Arenas - Chitarra
- Scott Winegard - Basso

### Personale aggiuntivo
- Brian McTernan - Ingegnere e mixer
- Michael Sarsfield - Mastering
- John Yates - Artwork
- Justin Borucki - Fotografia